# Studenica (Kraljevo)
Pour les articles homonymes, voir Studenica.

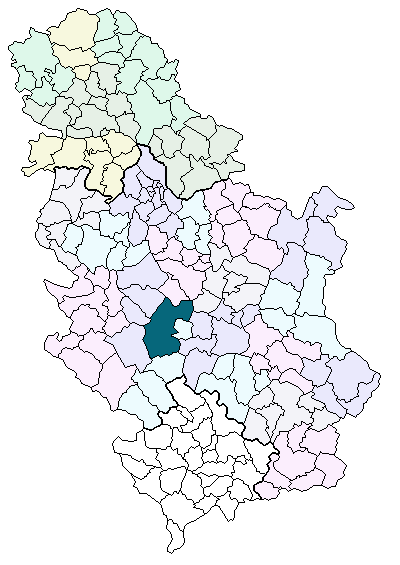
Situation de la municipalité de Kraljevo en Serbie

Studenica, en serbe cyrillique Студеница, est un village de Serbie situé dans la municipalité de Kraljevo, district de Raška.

Studenica est située sur les bords de la Studenica. À côté du village se trouve le monastère de Studenica. C'est l'un des plus anciens et des plus célèbres de tous les monastères orthodoxes de Serbie se trouve également dans la vallée de la Studenica. Depuis 1986, il est inscrit sur la liste du patrimoine mondial de l'UNESCO.